# Felice Pastore
Felice Pastore, barone di Rincione (Palermo, 5 agosto 1786 – Palermo, 9 maggio 1862), è stato un nobile italiano.

## Biografia
Nacque a Palermo da don Nicolò e donna Anna Combon. Il titolo feudale fu creato dal re di Sicilia Francesco I per Nicolò Pastore (padre di Felice), a cui furono assegnate alcune masserie e i feudi di Rincione, Angimbè, Fico e Scalilla.
Felice Pastore sposò nel 1809 Donna Stefania Naselli di Montaperto dei principi di Raffadali e sorella dell'arcivescovo di Palermo (dal 1853 al 1870) Giovan Battista Naselli.
Fu alcamese di adozione, poiché passò buona parte della sua vita ad Alcamo; fu anche socio di diversi istituti di agraria, e per le sue scoperte e i frutti dei suoi lavori, gli furono assegnati dei premi all'Esposizione nazionale di Palermo e a quella di Firenze: studiò matematica, fisica e lettere e, grazie ai suoi studi in campo agricolo, migliorò di molto la produzione degli oli e dei vini delle sue terre, inserendo inoltre la coltivazione del gelso.
Personaggio di primo piano nello scenario politico siciliano dell'Ottocento,  il suo nome è collegato al movimento riformatore. Aveva un carattere buono, ma forte e deciso, e per questo motivo gli furono affidati numerosi e importanti incarichi.
Nel 1815 fece un lungo viaggio con la moglie e descrisse gli incontri fatti in quel viaggio e le sue impressioni in un Diario che è un'importante testimonianza letteraria del periodo in quanto riporta informazioni interessanti sulla storia del costume e del folklore che vanno dal 1811 al 1862, raccolte in 21 volumi.
Si distinse soprattutto per le sue opere benefiche, tra cui la fondazione dell'istituto Pia Opera Pastore; nel 1837, durante il periodo del colera, consegnava ogni giorno 800 lire al parroco per i sofferenti e nel 1848 diede molti aiuti ai profughi messinesi.
Morì a Palermo nel 1862: sua moglie, donna Stefania Naselli di Montaperto, fece trasferire il corpo del marito ad Alcamo presso la chiesa di Santa Maria di Gesù,  per poi essere infine seppellito nel 1880 nella cappella della Pia Opera Pastore, l'istituto fondato ad Alcamo per sua volontà nel 1860.
A questo istituto lasciò un grande patrimonio: esso fu realizzato allo scopo di dare la formazione morale, l'educazione civica e religiosa alla gioventù femminile.

### Nomine e Incarichi
- Barone di Rincione, dal 1 maggio 1809
- Senatore a Palermo nel 1813
- Prefetto di Trapani (1818-1820)
- Prefetto di Palermo (1821): nomina non accettata dal Pastore
- Consultore dei Reali Domini oltre il faro (1824 e 1849)
- Commendatore del Real Ordine di Francesco I (1829)
- Pretore di Palermo (1849)
- Socio di varie istituzioni economiche
- Protettore e consigliere di numerose opere pie
- Socio promotore della "Società di acclimatazione e agricoltura".[3]

### I diari
Manca il diario dal 1827-1829, e risultano poco rilevanti quelli dal 1830 al 1834.
Ecco comunque i titoli:
- 1.  Note relative a battesimi, cresime, nozze e decessi;
- 2.  Note su riti e usi, chiese e feste religiose;
- 3.  Note di gastronomia;
- 4.  Note di medicina empirica;
- 5.  Note su animali e di veterinaria empirica;
- 6.  Note su colture (e su metodi di colture) agrarie. Note di enologia;
- 7.  Note su mezzi di trasporto e locomozione;
- 8.  Note su credenze popolari;
- 9.  Note su una fiera (oggi scomparsa);
- 10. Note su giochi di bocce e di biliardo;
- 11. Note su usi tradizionali di vendite e contratti;
- 12. Note su operatori di mestieri oggi scomparsi.